# Burguete (caballo)
El burguete es una raza equina española autóctona de Navarra, presente en el noreste de la comunidad, en municipios como Burguete, Arrieta, Villanueva de Arce, Isaba, Urbasa y Andía.
Está incluida en el Catálogo Oficial de Razas de Ganado de España del Ministerio de Agricultura, Pesca y Alimentación como raza autóctona en peligro de extinción.
Se trata de una raza relativamente moderna, siendo el resultado de un cruce de yeguas de jaca navarra con caballos franceses como el bretón. Su uso productivo principal es la obtención de carne.